# Nötholm (Fiskö, Brändö, Åland)
Nötholm är en halvö i Åland (Finland). Den ligger i den östra delen av landskapet, 70 km nordost om huvudstaden Mariehamn.